# أساس عميق

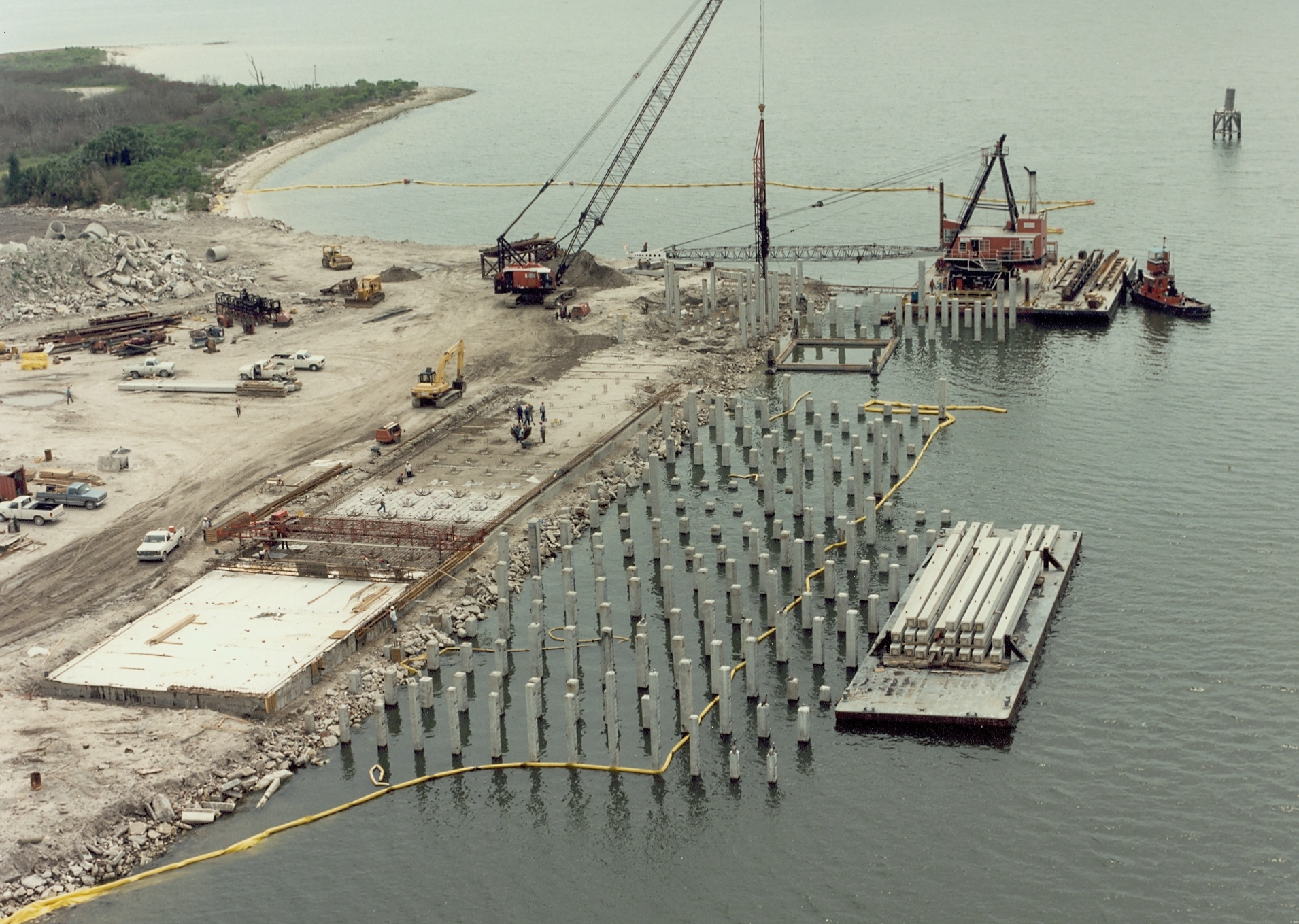
إنشاء أساسات عميقة Pile foundation في أحد الموانئ الأمريكية.

الأساسات العميقة عندما تكون التُّربَة التَّحتيَّة للمنشأ ضَعيفة، أو وجودُ أحمال تصْميميَّة كبيرة على المنشأ، أو كِلاهما،  بحيث لا تقْدرالتُّربَة على تحَمّل المنشأ على أُسس سطحيّة، فإِن عُمْقَ الأَساس يزْداد حتّى الْوُصول إِلى طبقة صخريّة مناسبة.
يُمكن تصنِيف أَنواع الأُسس العميقة بأَكتر من طريقة، إِذ يُمْكن تصنيفها حسب وَظيفتِها إِلى: أوتاد تَحمّل وأوتاد احْتِكاك وأوتاد مُحَمّلَة جانِبيّا وأوتاد شَدٍّ وَ أوتاد رَصٍّ وأوتاد سانِدَةٍ، أَو حسب طريقة صَبّها فيمكن أَن تكون مُسبقة الصَّبِ أَوْ تُصَبَّ مَوْقعيّا.
تُصْنعُ الْأُسُسُ الْعَميقَةُ عادة من خَشب البناء والحديد والخَرَسانة المُسَلّحَة وَالْخَرَسانة مُسبقة الإِجْهاد.

## أوتاد بالدّق (خازوق أو رَكائز) Driven Foundations
يتم دقّ الأوتاد مُسبَقة الصّب في أرض المَوقع عن طريق مَدقِّ الخَوازيق، يتم بناء هذا النّوع من الأوتاد من الخشب والخرسانة المسلّحة والحديد، يتم صُنع الركائز الخشبية من جذوع الأشجارِ الطّويلة، تتوفر ركائز الباطون في مقاطع منشوريّة (مربعة وثمانية) ودائرية مثل ركيزة فرانكي.
تقسم الرّكائز الحديدية إلى قسمين: رَكائز أنبوبيّة، ورَكائز مقاطعُها مثل مقاطع الجُسور (عادةً مقطع بشكل H).
تنتج عدّة فوائد عن استخدام أوتاد الدقّ، فعندما يتم دق الخازوق في الموقع يقوم بضغد التربة المحيطة به؛ مما يزيد من قوى الاحتكاك الجانبية للركيزة وهذا بِدوره يزيد من قابليّته للتحمُّل.

### نظام الأسس العميقة Pile Foundation System
يتكون نظام الأسس العميقة عادةً من مجموعة من الأوتاد، يتم ربطُها من خلال عرقاتٍ رأسيّة (هي كتلة ضَخمة من الباطون يتمّ من خلالها رَبط رُؤوس الأوتاد بِبَعضها البعض)؛ لتقوم بتوزيع الأحمال على جميع الأوتاد.
يتم ربط الأوتاد مع العرقات الرّأسيّة من خلال جسور أرضية، وذلك لربط جميع العناصر المكوّنة للقاعدة بعضها ببعض؛ حيث يتم تحميل العناصر الإنشائيّة خفيفة الوزن على الجسور الأرضية، أما العناصر الإنشائية الثقيلة يتم تحميلها على العرقات الرّأسيّة.

## الأوتاد المحفورة Drilled Piles
تتألف من حُفَر تُملأ بالخرسانة، تُمكّن تقنيات الحفر الرّحوي (الدّوراني) من الحصول على أقطار أكبر للأوتاد، ومثل هذه الأوتاد تستخدم في الأرض القويّة نسبيّا. تعتمد تقنية بناء هذا النوع من الأوتاد على الطّبيعة الجيولوجية للمنطقة، أهمها مدى إشباع التربة (احتواءها على الماء). يتم تبطين الحفرة قبل صب الوتد في حال وجود احتمالية انهيار لجوانب الحفرة قبل الصّب.

### أوتاد ذات تجويف واسع Under-Reamed Piles
عبارة عن نوع من أنواع الأوتاد المحفورة حيث يتم عمل حفرة وتوسيع قاعدتها حتى تصل إلى قطر 6 متر تقريبا.يتم عمل هذا النّوع من الأوتاد في التربة التمددية (expansive soil). يسمح وجود تجويف واسع لهذا النوع من الأوتاد إلى تحمل قيم قوى أعلى من الأنواع الأخرى للأوتاد.

## وظائف الأوتاد
تقسم الأوتاد حسب الغرض من استخدامها إلى عدة أقسام، منها:

### أوتاد تحمل Bearing Piles
ينقل هذا النّوع من الأوتاد الحِمْل إلى طبقة قويّة (ذات قابلية تحمّل جيّدة).
يتصرّف هذا النوع من الأوتاد كعمود ويتم تصميه على هدا الأساس. حتى وإنا كانت التّربة ضعيفة فإنّ الوتد لن ينهار بسبب الانبعاج، يتم أخذ الانبعاج بعين الاعتبار فقط إذا كان أحد طَرَفيّ العمود غير مثبت (في الماء أو الهواء).

### أوتاد احتكاك Friction Piles or Cohesion Piles
ينقل هذا النّوع من الأوتاد الحمل إالى التّربة عن طريق الاحتكاك السّطحي  (skin friction ).
يتم دقّ الأوتاد من هذا النّوع قريبة من بعضها البعض؛ مما يساعد على تقليل المساميّة (porosity) و الانضغاطية (compressibility) للتّربة خلال وحول مجموعة الأوتاد التي دُقَّت. يدعى هذا النّوع من الأساسات بأوتاد الانضغاط (compaction piles).

## الجدران الوتدية
تستخدم هذه الطرق في إنشاء الجدران الاستنادية، تقنيات حفر وتدية، عادةً طريقة الحفر البريمي المستمر (سي إف إيه) أو طريقة الحفر الدوار. تقدم هذه الطرق ميزات خاصة حين تفرض مساحة العمل المتاحة أن تكون أوجه الحَفر شاقولية. تقدم كلتا الطريقتين فعالية تقنية وتقدمان وسائل ذات تكلفة فعالة لحجز أكوام حفرة التأسيس بشكل دائم أو مؤقت حتى في الطبقة الحاملة للمياه. حين تستخدم في الأعمال الدائمة، فإنه يمكن تصميم هذه الجدران لتحمل الأحمال الشاقولية بالإضافة إلى العزوم والقوى الأفقية. تشييد الأوتاد بكلتا الطريقتين هو نفسه تشييد الأوتاد الحاملة. تُشيّد الجدران المتلاصقة مع وجود فراغات صغيرة بين الأوتاد المتجاورة. يُحدد حجم هذه الفراغات حسب قوة التربة.

### الجدران الوتدية المتقاطعة
تشيد الجدران الوتدية المتقاطعة بترك مساحة خالية بين الأوتاد «الأنثوية» المتناوبة لتركيب الأوتاد «الذكرية» فيما بعد. يتضمن تركيب الأوتاد «الذكرية» الحفر عبر الخرسانة في حفرة الأوتاد «الأنثوية» من أجل تثبيت الأوتاد «الذكرية» بينها. الأوتاد الذكرية هي التي تُركب فيها أقفاص حديد التسليح، إلا أنه في بعض الحالات تُسلّح الأوتاد الأنثوية أيضًا.
يمكن للجدران الوتدية المتقاطعة إما أن تكون صلبة/صلبة بشكل كامل، أو صلبة/متوسطة الصلابة (متينة)، أو صلبة/لينة، حسب متطلبات التصميم. يُشير تعبير الصلب إلى الخرسانة الإنشائية (أي المسلحة) ويُشير تعبير المتين أو اللين عادةً إلى مزيج ملاطي أضعف يحتوي على البنتونيت. يمكن إنشاء كل أنواع الجدران كأظفار قائمة بذاتها، أو ربما مسنودة إذا كانت المساحة وتصميم البنية الهيكلية يسمحان بذلك. إذا سمحت اتفاقية الحائط المشترك، فإنه يمكن استخدام الركيزة (أو المرساة) الأرضية كدعامات شد.

### حائط الردغة
حائط الردغة هو حاجز يُبنى تحت الأرض باستخدام مزيج من البنتونيت والماء لمنع تدفق المياه الجوفية. الخندق الذي قد ينهار بسبب الضغط الهيدروليكي في التربة المحيطة، لن ينهار بوجود حائط الردغة، فهو يوازن الضغط الهيدروليكي.

## الخلط العميق/تقنيات تعزيز ركام التربة
تختلف اختلافات جوهرية عن التسليح في الموقع الذي في شكل أوتاد أو كتل أو أحجام أكبر.
يُمزج الاسمنت، والجير، والجير الحي، والرماد المتطاير، والحمأة ومواد رابطة أخرى (تدعى أحيانًا بالمثبتات) مع التربة لزيادة قدرة تحملها. لا تكون النتيجة صلبة كالخرسانة، لكن يمكن اعتبارها كتحسين في قدرة تحمل التربة الأصلية.
تُطبق التقنية في أكثر الأحيان على الترب العضوية أو الغضارية مثل التربة الخُثية. يمكن أن تُنفذ عملية المزج عن طريق ضخ المادة الرابطة ضمن التربة في حين خلطها عن طريق جهاز مركب عادةً على الحفارة، أو عن طريق حفر التربة، ثم أخذ ركام الحفر ومزجه بشكل منفصل مع المواد الرابطة وإعادة ملئه في المنطقة المرغوبة. يمكن أن تستخدم هذه التقنية أيضًا في حال وجود ركام مشوب قليلًا كوسيلة تتفاعل فيها المادة الرابطة مع الشوائب (كيميائيًا أو فيزيائيًا)، بدلًا من الحفر والنقل إلى مكب النفايات أو محطة معالجة.

## وصلات خارجية
- أنواع الأساسات